# Bactris glaucescens
Bactris glaucescens es una especie de palma o palmera del género Bactris de la familia de las palmeras (Arecaceae). Habita en regiones cálidas del centro de América del Sur. En Brasil es denominada comúnmente tucum y caranda.

## Distribución y hábitat
Esta palmera habita en regiones cálidas del centro de América del Sur.
En Brasil se distribuye en los estados de: Goiás, Mato Grosso, Mato Grosso del Sur y Rondônia.
También se encuentra en el norte y este de Bolivia en los departamentos de: Beni, La Paz y Santa Cruz; y en el Paraguay, en los departamentos de: Alto Paraguay, Amambay, Concepción y San Pedro, donde vive a altitudes menores a los 300 m s. n. m.. Hacia el sur alcanzaba, a fines del siglo XIX, el delta del río Paraguay, pero parece haberse extinguido de la zona (citada por Barbosa Rodrigues como Bactris anisitsii).
En la Argentina se distribuye en el nordeste, específicamente en el este de la provincia de Formosa, donde es rara.
Hábitat
Sus hábitats principales son las riberas de ríos, lagunas, márgenes de selvas y capueras. Al invadir áreas abiertas de pastizales es combatida como una plaga por los ganaderos. Es particularmente abundante en las márgenes del río Araguaia.

## Taxonomía y características
Esta especie fue descrita originalmente en el año 1881 por el botánico alemán Carl Georg Oscar Drude.
Etimología
Ver: Bactris

### Características
Es una palma pequeña y espinosa en el peciolo y raquis, con espinas negras de 10 cm de largo. Presenta estípites delgados, de 2 a 4 cm de diámetro y de 1 a 3 metros de alto. De sus hojas se obtiene excelente fibra para confeccionar cuerdas y redes de pesca.
Frutos
Sus frutos, de mesocarpio dulces y de coloración negro-purpúrea al madurar, son muy buscados por aves silvestres y peces. Un kilo de semillas contiene alrededor de 800. Su endocarpio contiene aceite comestible. Los produce abundantemente en verano y germinan fácilmente luego de 3 meses.